# Bernard Blas
 (novembre 2020).
Pour les articles homonymes, voir Blas.
Bernard Blas (20 septembre 1925 – 13 mai 2020 à Bertignolles) est le fondateur de la SOFIVAL, la Société Financière de Val d'Isère créée en 1956[réf. nécessaire]. Il introduit en France le modèle du forfait de ski. Il est également le Vice-président de la Compagnie des Alpes[réf. nécessaire].